# Sinophaonia pectinitibia
Sinophaonia pectinitibia är en tvåvingeart som beskrevs av Xue 2001. Sinophaonia pectinitibia ingår i släktet Sinophaonia och familjen husflugor.
Artens utbredningsområde är Xinjiang (Kina). Inga underarter finns listade i Catalogue of Life.